# Le Fureteur breton
 (décembre 2019).
 (décembre 2019).
Le Fureteur breton, est un bulletin documentaire régionaliste bimestriel illustré, édité par la Librairie bretonne, rue du Val de Grâce à Paris, publié entre 1905 et 1923.
Il contient des curiosités historiques, littéraires et artistiques de Bretagne, des études celtiques, des généalogies de familles bretonnes et surtout des questions et réponses de lecteurs.
Le bulletin est publié de 1905 à 1923, avec une interruption entre 1914 et 1919. Il sort tous les deux mois de 1905 à 1914, puis devient apériodique de juillet-août 1919 à janvier-février 1920. Il devient ensuite trimestriel avec les derniers numéros (71 et 72).
Les directeurs furent Maurice le Dault (br) de 1905 à 1910, Léon Durocher de 1910 à 1914 et Madame Veuve Durocher de 1919 à 1923.
Charles Le Goffic et Léon Durocher participèrent à la rédaction .
La couverture est ornée d'une gravure sur bois de Malo-Renault représentant un lecteur éclairé par une bougie. 